# 新月会
新月会（しんげつかい）とは、関西学院グリークラブの卒団生（OB）のみで構成される男声合唱団である。
関西学院グリークラブでは結成当初より現役・OB合同で活動することがならわしとなっていた。1934年（昭和9年）になると、現役への指導・支援はこれまで通り継続しつつもOBだけで活動したい、卒団しても歌いたいという声が上がるようになった。前年の競演合唱祭に出演したOB8名（グリーメンエイト）を中心にOB合唱団結成を志すが、同年7月の合宿の際にグリーメンエイトの一人で「メンタルハーモニー」の提唱者である井筒長治郎が急死する。井筒の遺志を受け、残ったグリーメンエイト及び林雄一郎とその同期生とで9月に「新月会」を結成、OBの組織化を図ることとなった。新月会としての初ステージは1935年（昭和10年）1月26日の関西学院グリークラブ第8回曲目発表音楽会で、メンデルスゾーンの「Beati Mortui」（死に行く者は幸いである）を演奏した。戦後の全日本合唱コンクール全国大会では前述のように第1回 - 第3回は現役と合同で出演し、第11回（1958年）、第12回（1959年）では新月会単独で一般部門2年連続優勝を果たす。